# Bedros Tourian

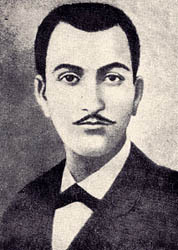
Bedros Tourian

Bedros Tourian oder Dourian (armenisch Պետրոս Դուրեան Petros Tourean, reformiert Պետրոս Դուրյան Petros Duryán; * 20. Mai 1851 in Istanbul; † 21. Januar 1872) war ein berühmter armenischer Poet, Drehbuchautor und Schauspieler. Er war ein romantischer Dichter mit großer Sensibilität und hatte in seiner kurzen Lebenszeit eine große Anhängerschaft. Er schrieb auf Westarmenisch und galt als Patriot, da seine historischen Dramen von einer Sehnsucht nach nationaler Befreiung inspiriert waren.
Bedros Tourian war der ältere Bruder von Yeghische Tourian, Patriarch von Konstantinopel und später von Jerusalem.

## Leben
Bedros Dourian wurde in eine arme armenische Familie hineingeboren, der Familienvater war Schmied in der osmanischen Hauptstadt Istanbul. Der Schullehrer von Dourian war der Satiriker Hagop Baronian. Ausgebildet in Französisch, war Dourian belesen in Hugo, Lamartine sowie de Musset und brachte eine lyrische und sentimentale Qualität in seine Dichtung ein. Spontan, eloquent und angereichert mit Bildern und Metaphern, offenbaren seine Gedichte eine künstlerische Brillanz, und ebneten den Weg für Innovationen aus dem alten Stil der Schriftstellerei. Kritiker bescheinigten Dourian die Erschaffung einer neuen modernen Lyrikertradition in Versen. Seine Gedichte wurden ins Italienische, Deutsche, Russische, Französische und Englische übersetzt.

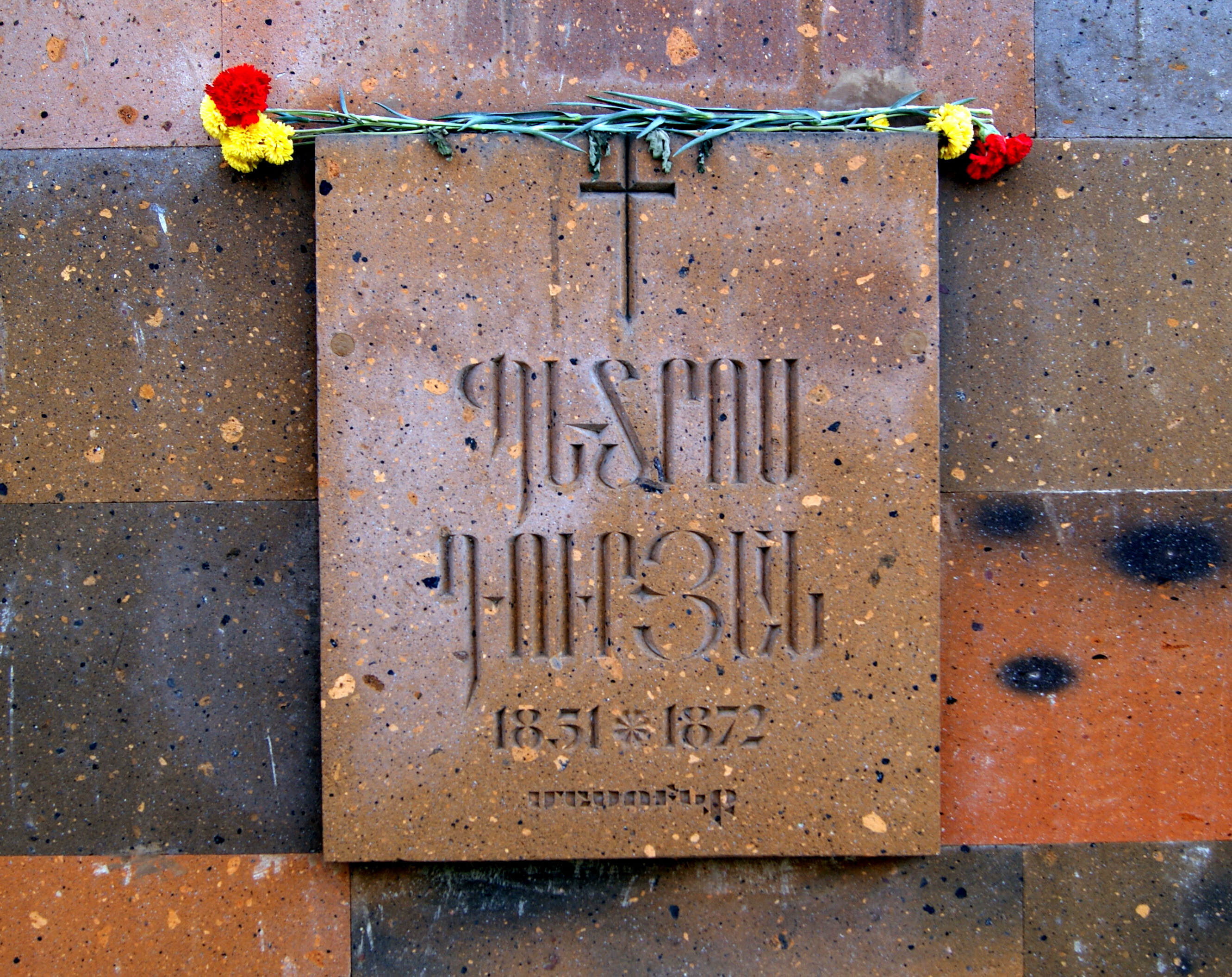
Bedros Tourians Grab am Pantheon in Jerewan

Das armenische Theater war seine Leidenschaft, und trotz Widerstandes seines Vaters verfolgte er ein aktives Theaterleben, um Theaterstücke zu schreiben und auf der Bühne aufzutreten. Angesichts der Armut seiner Familie kann der finanzielle Vorteil, den ihm die Schauspielerei gewährte, ein Faktor sein, den Wünschen seines Vaters zu trotzen. Einige seiner Theaterstücke sind “Schwarze Länder” (1868), “Artasches, der Friedenswächter” (1969), “Sturz des Hauses der Arschakiden” (1870), “Erfasst Ani, die Hauptstadt von Armenien” (1871) und “Theater oder Außenseiter” (1871). “Theater oder Außenseiter” (oder “Elende Menschen”) befasst sich mit der Problematik der sozialen Ungerechtigkeit und des moralischen Verfalls. In dem Stück begehen auf der Bühne zwei Liebhaber Selbstmord. Die Geschichte erinnert an Dourian mehr in seinen Gedichten als in seinen Dramen, obwohl ursprünglich seine Dramen ihm zu Lebzeiten Ruhm einbrachten.
Das Gedicht Kleiner See ist eine Allusion zum Faktum, dass Tourian, der in eine Schauspielerin verliebt war, ihre verächtliche Antwort “Ihn? Er zittert und ist so blass – er könnte sogar an einem dieser Tage sterben!” (was er auch tat) überhörte.
Er starb im Alter von 20 Jahren an Tuberkulose.

## Video
- Beschwerden von Parsegh Habeckian

| Personendaten    | Personendaten                                   |
| ---------------- | ----------------------------------------------- |
| NAME             | Tourian, Bedros                                 |
| ALTERNATIVNAMEN  | Duryán, Petros                                  |
| KURZBESCHREIBUNG | armenischer Dichter, Dramaturg und Schauspieler |
| GEBURTSDATUM     | 20. Mai 1851                                    |
| GEBURTSORT       | Istanbul                                        |
| STERBEDATUM      | 21. Januar 1872                                 |